# Liste der Gemeindeverbände im Département Somme
Das Département Somme liegt in der Region Hauts-de-France in Frankreich. Es untergliedert sich in 17 Gemeindeverbände.

## Gemeindeverbände

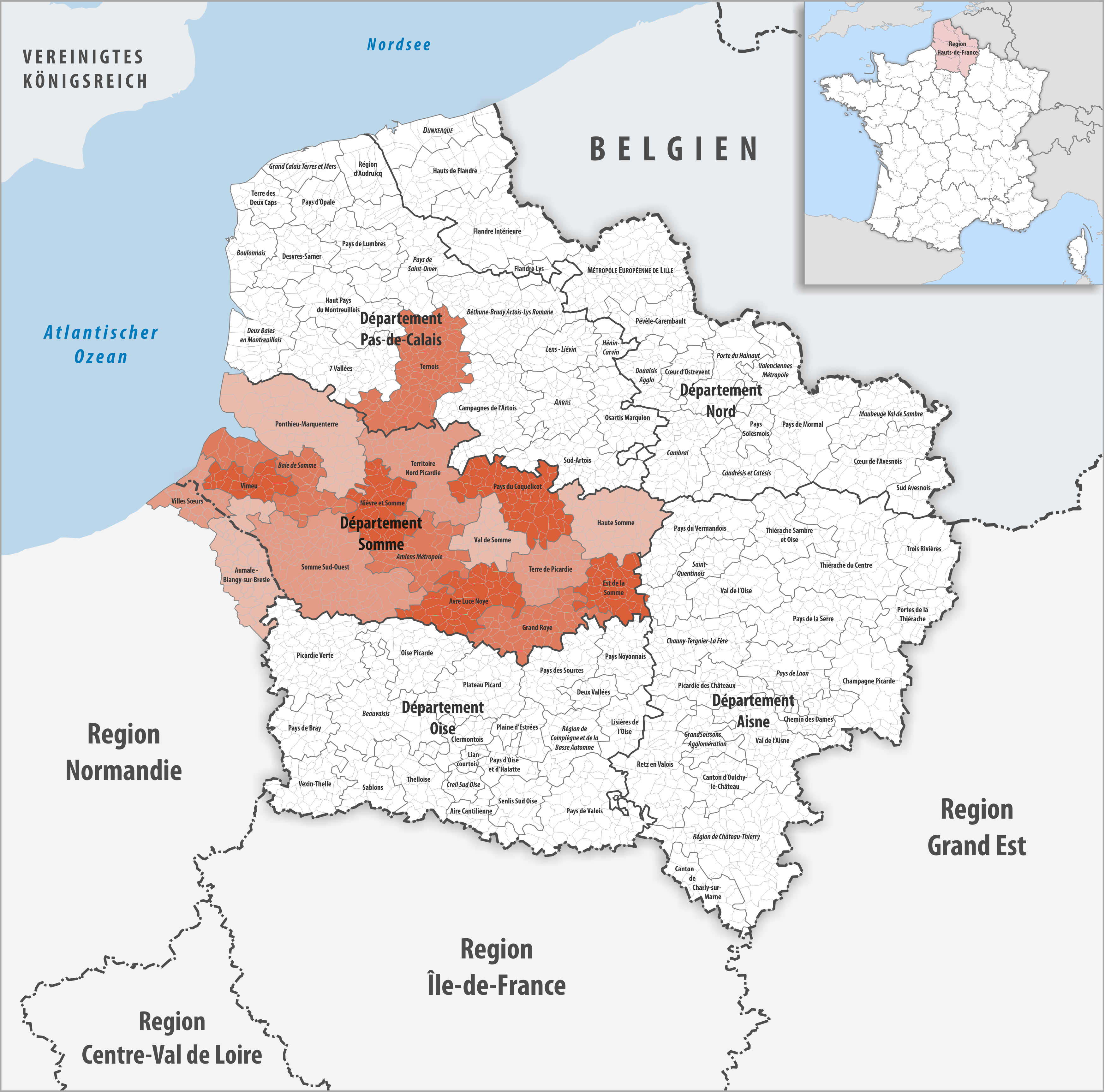
Gemeindeverbände im Département Somme

| Gemeindeverband          | Gemeinden im Départ./Verband | Einwohner 1. Januar 2022 | Fläche km² | Dichte Einw./km² | SIREN- Nummer | Rechtsform                 | Gründungsdatum    |
| ------------------------ | ---------------------------- | ------------------------ | ---------- | ---------------- | ------------- | -------------------------- | ----------------- |
| Amiens Métropole         | 39/39                        | 182.854                  | 348,73     | 524              | 248 000 531   | Communauté d’agglomération | 30. Dezember 1999 |
| Aumale Blangy-sur-Bresle | 10/44                        | 21.244                   | 464,26     | 46               | 200 069 722   | Communauté de communes     | 29. November 2016 |
| Avre Luce Noye           | 47/47                        | 21.536                   | 385,16     | 56               | 200 070 969   | Communauté de communes     | 1. Januar 2017    |
| Baie de Somme            | 43/43                        | 47.779                   | 398,59     | 120              | 200 070 993   | Communauté d’agglomération | 1. Januar 2017    |
| Est de la Somme          | 40/41                        | 19.688                   | 262,12     | 75               | 200 070 985   | Communauté de communes     | 1. Januar 2017    |
| Grand Roye               | 62/62                        | 25.268                   | 396,69     | 64               | 200 070 977   | Communauté de communes     | 1. Januar 2017    |
| Haute Somme              | 60/60                        | 26.454                   | 462,83     | 57               | 200 037 059   | Communauté de communes     | 28. Dezember 2012 |
| Nièvre et Somme          | 36/36                        | 27.719                   | 314,18     | 88               | 200 071 223   | Communauté de communes     | 1. Januar 2017    |
| Pays du Coquelicot       | 65/65                        | 27.909                   | 464,00     | 60               | 248 000 747   | Communauté de communes     | 26. Dezember 2001 |
| Ponthieu-Marquenterre    | 70/70                        | 32.650                   | 783,69     | 42               | 200 070 936   | Communauté de communes     | 1. Januar 2017    |
| Somme Sud-Ouest          | 119/119                      | 38.045                   | 909,18     | 42               | 200 071 181   | Communauté de communes     | 1. Januar 2017    |
| Ternois                  | 1/104                        | 37.150                   | 633,57     | 59               | 200 069 672   | Communauté de communes     | 30. August 2016   |
| Terre de Picardie        | 43/43                        | 17.997                   | 295,66     | 61               | 200 070 928   | Communauté de communes     | 1. Januar 2017    |
| Territoire Nord Picardie | 65/65                        | 30.818                   | 537,70     | 57               | 200 070 951   | Communauté de communes     | 1. Januar 2017    |
| Val de Somme             | 33/33                        | 26.501                   | 246,37     | 108              | 248 000 499   | Communauté de communes     | 27. Dezember 1993 |
| Villes Sœurs             | 13/28                        | 35.612                   | 214,78     | 166              | 247 600 588   | Communauté de communes     | 31. Dezember 1999 |
| Vimeu                    | 25/25                        | 22.234                   | 189,75     | 117              | 200 070 944   | Communauté de communes     | 1. Januar 2017    |